# Jorge Vides
Jorge Henrique da Costa Vides (né le 24 novembre 1992 à Rio de Janeiro) est un athlète brésilien, spécialiste du sprint et du relais.

## Carrière
Son meilleur temps sur 200 m est de 20 s 62 réalisé à São Paulo le 9 juin 2013, temps qu'il améliore en 20 s 42 dans la même ville en 2014 pour le titre ibéro-américain et qu'il avait porté à 20 s 38 entretemps. Il devient champion d'Amérique du Sud à Carthagène des Indes sur relais 4 × 100 m, en plus de la médaille de bronze sur 200 m. Le 3 juillet 2016, il court en 20 s 40 à São Bernardo do Campo, ce qui lui donne le minima pour les Jeux olympiques de Rio.
Il remporte le titre du relais 4 x 100 m lors des Relais mondiaux 2019 en 38 s 05, avec ses coéquipiers Rodrigo do Nascimento, Derick Silva et Paulo André Camilo de Oliveira.

## Palmarès
| Date | Compétition                    | Lieu           | Résultat | Épreuve   | Temps   |
| ---- | ------------------------------ | -------------- | -------- | --------- | ------- |
| 2014 | Relais mondiaux                | Nassau         | 4e       | 4 × 100 m | 38 s 40 |
| 2016 | Jeux olympiques                | Rio de Janeiro | 6e       | 4 × 100 m | 38 s 19 |
| 2019 | Relais mondiaux                | Yokohama       | 1er      | 4 × 100 m | 38 s 05 |
| 2019 | Jeux panaméricains             | Lima           | 1er      | 4 × 100 m | 38 s 27 |
| 2023 | Championnats d'Amérique du Sud | São Paulo      | 3e       | 200 m     | 20 s 59 |
| 2023 | Championnats du monde          | Budapest       | finale   | 4 × 100 m | DQ      |